# Polarisation de groupe
En psychologie sociale, la polarisation de groupe est la tendance pour les groupes à prendre des décisions plus extrêmes que l'inclination initiale de ses membres considérés individuellement. Ces décisions plus extrêmes sont orientées vers un plus grand risque si la tendance individuelle initiale est à la prise de risque et vers une plus grande prudence si la tendance individuelle initiale est à la prudence.

## Historique
Le phénomène est décrit pour la première fois en 1961 par Stoner, alors que l'intuition prévalant jusque là était que les groupes, au moment de trouver un accord sur des questions comportant un risque, convergeaient vers un point d’équilibre représentant la moyenne des différentes positions individuelles,..
La polarisation de groupe est le phénomène qui, lorsqu'ils sont placés dans des situations de groupe, amène les individus à prendre des décisions et se forger des opinions plus "extrêmes" que lorsqu'ils sont dans des situations individuelles. De plus, le phénomène a montré que, après avoir participé à un groupe de discussion, les membres ont tendance à défendre les positions plus extrêmes et appellent à une action plus risquée que les individus qui ne participent pas à une telle discussion.
La polarisation de groupe est importante car elle contribue à expliquer le comportement du groupe dans une variété de situations réelles, les politiques publiques, le terrorisme, la vie du collège, la violence, etc.

## Médias sociaux
Avec l'apparition des échanges via les forums de discussion puis les médias sociaux, de nouvelles opportunités de recherche sur les phénomènes de polarisation des groupes se sont développées. Les psychologues ont constaté que des plateformes de médias sociaux comme Facebook et Twitter, une polarisation des groupes peut se développer même lorsque les membres ne sont pas physiquement ensemble. Tant que le groupe partage initialement la même opinion fondamentale sur un sujet et entretient un dialogue cohérent, la polarisation du groupe peut se produire. Une revue de la question du lien entre les médias sociaux et la polarisation réalisée en 2021 constate que ceux-ci contribuent bien à accroitre la polarisation, d'une part en amplifiant et en intensifiant les processus sociaux qui se produisent également hors ligne, d'autre part de manière spécifique du fait de leur conception. Les auteurs considèrent néanmoins que la solution n'est pas de réduire la liberté d'expression dans les espaces numériques, mais qu'il y aurait lieu d'agir sur la règlementation et en imposant des normes éthiques à ces réseaux. Pour eux, les chercheurs devraient en outre travailler à la création d'espaces discursifs en ligne de meilleure qualité.

## Contre-mesures
Des études montrent de manière expérimentale qu'en introduisant des normes de débat et un processus de facilitation, il est tout à fait possible de contrer cette tendance à la polarisation.
Ainsi, dans une étude de 2019, les participants sont invités à s'exprimer, à écouter les autres, à respecter les points de vue exprimés, à s'informer sur les questions et les alternatives  en présence et à limiter leur tentatives de persuader les autres de leur point de vue à la présentation de leurs arguments. De plus, un rôle de modérateur/facilitateur chargé de faire respecter des règles de délibération et faciliter le processus délibératif est attribué. il s'agit pour eux d'une part de faciliter la discussion entre les participants et d'autre part de prendre soin de la satisfaction des participants au forum. La facilitation des discussions délibératives implique de veiller à deux composantes étroitement liées : l'existence de règles de discussion et la présence d'un facilitateur chargé de faire respecter ces règles. Il existe différentes façons de faciliter ou de modérer les discussions, mais  est possible d'obtenir des résultats positifs y compris dans le cadre d'un débat politique,.